# NGC 5245
NGC 5245 (другие обозначения — ZWG 45.48, NPM1G +04.0399, PGC 48110) — галактика в созвездии Дева.
Этот объект входит в число перечисленных в оригинальной редакции «Нового общего каталога».